# Alagwa jezik
Alagwa jezik (ISO 639-3: wbj; alagwaisi, alagwase, alawa, asi, chasi, kialagwa, wasi), jedan od sedam južnokušitskih jezika, šire kušitske skupine afrazijske porodice jezika. Govori ga oko 30 000 ljudi (2001 R. Kiessling) u tanzanijskoj regiji Dodoma, distrikt Kondoa. 
Srodan je ili sličan jezicima iraqw [irk] (ali ne i razumljiv), burunge [bds] i gorowa [gow]. U miješanim selima djeca međusobno govore langi [lag]. Pripadnici etničke grupe sebe nazivaju Alagwa.

## Vanjske poveznice
- Ethnologue (14th)
- Ethnologue (15th)